# Mieko Hirota
Mieko Hirota, nata Mieko Takagi (Setagaya, 5 febbraio 1947 – 21 luglio 2020), è stata una cantante giapponese.

## Biografia
Nacque il 5 febbraio 1947 nel quartiere Setagaya di Tokyo. Già all'età di 7 anni mostra il suo talento iniziando a cantare canzoni pop e jazz. La sua carriera musicale inizia nel 1961 quando debutta con la canzone Kodomo dji ~yanaino, in italiano, Non sono una bambina, pubblicata dalla Toshiba Records. Questa canzone era una cover di una canzone di Helen Shapiro. Successivamente la sua versione di Vacation, originariamente di Connie Francis, vendette 200 000 copie. Anche Michi Aoyama incise questa canzone, ma vendette solo 30 000 copie. L'attore Hisao Murata affermò, "È stata Mieko Hirota ad inventare lo stile giapponese tendente alla mode inglesi di allora al fine di superare i conflitti che si erano creati tra la lingua giapponese e quella inglese".
Nel 1964 Mieko lasciò la Toshiba e si trasferì alla Nippon Columbia. Nel luglio del 1965 lei fu la prima cantante giapponese a partecipare al "Newport Jazz Festival", dove cantò con Carmen McRae, Quincy Jones, Duke Ellington e John Coltrane, sorprendente per una cantante di origine pop. Nel 1968 inizio a partecipare ai concerti, con un nuovo stile creato da lei, chiamato R & B giapponese.
Continuò a incidere fino a tutti gli anni '60, ma a differenza di cantanti come Tsutomu Kyohei, non riuscì a raggiungere le vette dei successi precedenti. Il ritorno fu segnato da Ningyō no ie (1969), brano che ottenne un notevole successo, probabilmente il più grande della sua carriera. Quello stesso anno Mieko ricevette, proprio per questa canzone, l'undicesimo Japan Record Award.
Inoltre Mieko incise diverse cover di canzoni italiane, come Taiyō no umi (Stessa spiaggia stesso mare), Betsuri (wakare) (Un anno d'amore), Napori wa koibito (Napoli fortuna mia) e Tsukikage no renāto (Renato).
Nel 1970 uscì un libro chiamato miko no karorī (Le calorie di Mieko). Questo libro su una dieta molto insolita divenne best seller e vendette più di 1,5 milioni di copie. Mieko era anche interessata alla moda e, nel 1970, ricevette il "Best Dresser Award", per la sua acconciatura, trucco e stile, davvero singolari. Lo stesso anno lei vinse il "Tokyo International Popular Song Festival".
Nel 1974 partecipò al "Bulgarian music festival", mentre nel 1976 fece un recital a Nakano Sun Plaza, chiamato Mieko in person. Grazie alla grande euforia del pubblico presente, il concerto fu successivamente prodotto in un album. Nel frattempo Mieko, soggiornando in America, si sposò ed ebbe una figlia, ma il matrimonio fallì, costringendola a ritornare in Giappone con la figlia.
Dopo essere tornata a casa Mieko continuerà a vivere con la sua sorella minore, provando a eseguire nuove incisioni per ritornare in vetta, tentativo che fallì. Nel quarantacinquesimo anno di carriera, fu rilasciata una compilation di 8 cd, intitolata hirota miekoji ~yazukorekushon, e nel 2007 uscì Mico Jazzing.
Oggetto di grande discussione era la probabilità che Mieko si sia sottoposta a diversi interventi di chirurgia plastica, uno di questi a seguito di un incidente automobilistico alla fine degli anni '80 che la costrinse a sottoporsi a un intervento sulla struttura facciale. Mieko appare occasionalmente in programmi di revival dove canta i suoi vecchi successi.
Mieko muore il 21 luglio 2020 all'età di 73 anni per insufficienza cardiaca. La notizia del decesso verrà comunicata solo il 27 luglio 2020.

## Canzoni celebri
- Kodomo dji ~yanaino (Don't Treat Me Like a Child), 1961
- Sutekina 16-sai (Happy Birthday Sweet Sixteen), 1962
- Vu~akēshon (Vacation), 1962
- Nagisa no Dei (Follow The Boys), 1963
- Kanashiki hāto (Lock Your Heart Away), 1963
- Tsukikage no renāto (Renato), 1963
- Sunanikietanamida (Un buco nella sabbia), 1964
- Napori wa koibito (Napoli, Fortuna Mia), 1965
- Yūhi no Nagisa (Maksha At Midnight), 1965
- Koi no kunbia (Cumbia Of Love), 1965
- Yumemiru shanson ningyō (Poupée de Cire, Poupée de Son), 1965
- Watashi No Baby (Be My Baby), 1965
- Ningyō no ie, 1969